# 夕田茶臼山古墳
夕田茶臼山古墳（ゆうだちゃうすやまこふん）は、岐阜県加茂郡富加町夕田にある古墳。形状は前方後円墳。国の史跡に指定されている（史跡「夕田墳墓群」のうち）。

## 概要
岐阜県南部、富加町市街地から東方の丘陵突端部に築造された古墳である。2009-2012年度（平成21-24年度）に発掘調査が実施されている。
墳形は左右非対称な前方後円形で、前方部を南南東方向に向ける。墳丘外表に葺石・埴輪は認められていない。墳丘周囲では、前方部前面にのみ区画溝が認められる。埋葬施設は木棺の直葬で、主軸を墳丘主軸と異なる南北方向とし、棺は長さ2.6メートル、幅1.0メートル（南端）・1.2-1.3メートル（北端）を測る。この埋葬施設に関しては未調査で、盗掘跡は認められるものの、概ね埋葬時のままの保存状態と見られる。出土品としては、墳丘からの土器片（高坏・壺・甕など）がある。
築造時期は、古墳時代最初期の3世紀中葉（または3世紀前半）頃と推定される。当地域では最古の前方後円墳であり、西方の杉洞1号墳・蓮野1号墳とともに東海地方では最古級の前方後円形の墳墓墳群として位置づけられる。東海地方では弥生時代後期から前方後方形の墳墓の展開が知られるが、それとは異なる性格を示す点で注目され、東日本への前方後円墳の広がりを考察するうえでも重要視される古墳になる。
古墳域は2022年（令和4年）に蓮野1号墳と合わせて「夕田墳墓群」として国の史跡に指定されている。

## 遺跡歴
- 1960年（昭和35年）4月1日、旧富加村指定史跡（のち富加町指定史跡）に指定。
- 2009-2012年度（平成21-24年度）、発掘調査[2]。
- 2015年（平成27年）3月6日、岐阜県指定史跡に指定[4]。
- 2022年（令和4年）11月10日、蓮野1号墳と合わせて「夕田墳墓群」として国の史跡に指定。

## 墳丘
墳丘の規模は次の通り。
- 墳丘長：39.5メートル
- 後円部 - 不整形な円形。
  - 直径：24.5メートル
  - 高さ：5.5メートル（西側端部から）、3.5メートル（東側端部から）
- くびれ部
  - 幅：10.5メートル
- 前方部
  - 長さ：15.0メートル
  - 前面幅：15.1メートル
  - 高さ：3.2メートル（西側端部から）

墳丘は西側にせり出す形を取っており、西方からの仰望を意識した築造背景が指摘される。

## 文化財

### 国の史跡
- 夕田墳墓群 - 蓮野1号墳・夕田茶臼山古墳の2基を包括。2022年（令和4年）11月10日指定[3][5]。

## 関連文献
（記事執筆に使用していない関連文献）
- 『夕田茶臼山古墳範囲確認調査報告書（富加町文化財報告書 第27号）』岐阜県富加町教育委員会、2014年。 - リンクは奈良文化財研究所「全国遺跡報告総覧」。
- 「夕田茶臼山古墳」『岐阜県指定文化財調査報告書 第56巻』岐阜県教育委員会、2015年。